# Kawasaki Z750
La Z750 est un modèle de moto du constructeur japonais Kawasaki.

## Z 750 Twin (type KZ 750 B)
La firme Kawasaki produit ce modèle en 1976 pour offrir une alternative moins sportive à la 900 Z1.
Elle est dotée d'un moteur bicylindre en ligne quatre temps donné pour 55 ch, inséré dans un cadre double berceau en acier. Le freinage avant et arrière est assuré par deux disques de 226 mm de diamètre, pincés par des étriers à simple piston.
Bien que possédant un démarreur électrique, ce modèle comprend également un kick.
Elle connaitra une carrière mitigée[pourquoi ?], boudée par la clientèle[réf. nécessaire] mais est néanmoins maintenue au catalogue jusqu'en 1984, sous le nom de Z750 Limited.

## Z 750 (type KZ 750 E, L et P)

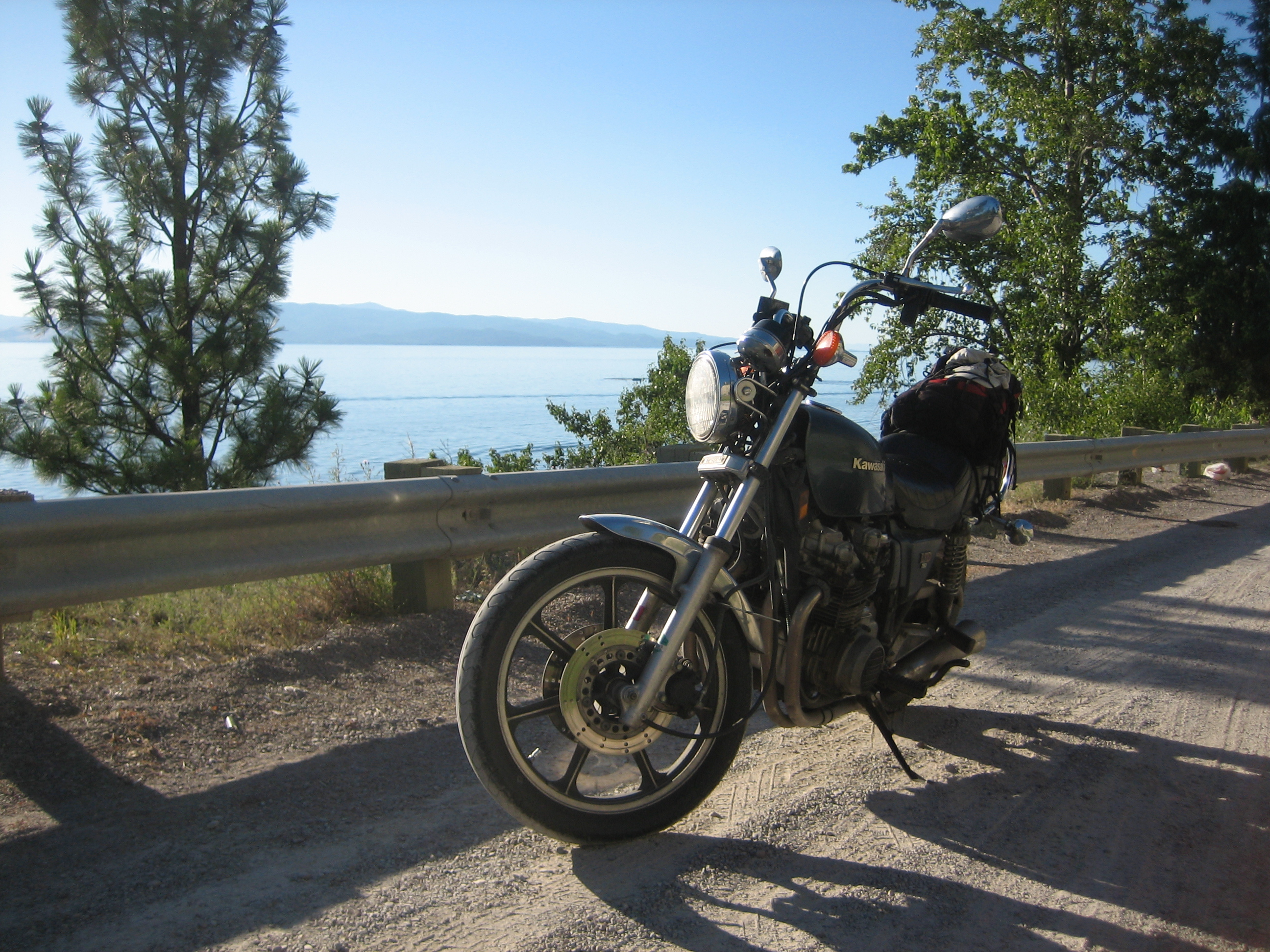
Kawasaki Z750 Limited.

En 1980, Kawasaki lance une 750 au bloc-moteur étroitement dérivé du 650 cm3 de la Z 650 et réalésé à 738 cm3. L'alésage passe de 62 à 66 mm, la course des pistons demeurant inchangée. Elle est dotée d'un allumage électronique, de quatre carburateurs Keihin de 34, d'une chaîne de distribution de type HY VO avec tendeur automatique. Ce moteur développe 74 ch à 9 500 tr/min, autorisant, d'après le constructeur, une vitesse de pointe de plus de 200 km/h.
Le système de freinage comprend trois disques. Elle présente des jantes bâtons tubeless et un réservoir dont la contenance de 18 L est portée ultérieurement à 21,7 L.
Cette 750 apparaît en version E à réservoir arrondi et selle à étage. C'est la plus légère des 750 de son époque. Dès 1981, elle devient L1 et reçoit un réservoir plus anguleux de 21,7 L, suivie d'une version L2, légèrement modifiée.
À sa sortie, la 750 Ze est saluée par la presse comme l'une des meilleures 750 du marché, argumentant, notamment, qu'elle n'est pas une 900 ou 1100 sous motorisée. Elle rend une vingtaine de kilogrammes à ses concurrentes. Le seul défaut reproché à cette machine, à part une esthétique jugée un peu trop classique, est la présence de vibrations, défaut qui disparaît à partir de 1982, les GPZ et GT ayant des moteurs montés sur silentblocs.
En 1983, Kawasaki propose la Z 750 GT, au moteur dérivé du GPZ 82, avec une transmission finale par cardan. Elle est produite jusqu'en 1987. La marque produit également des versions chopper, les H et LTD.

## Z 750 (type ZR 750 J)
En 2004, fort du succès de la Z 1000, Kawasaki décide de reprendre le pseudonyme pour commercialiser la nouvelle Z750. Depuis, elle a été plébiscitée par la communauté motarde.
Dès l'année suivante, une version munie d'un carénage tête de fourche, appelée Z750 S, est commercialisée.
En 2007, une nouvelle version voit le jour avec une fourche inversée, un nouveau module d’injection, un nouveau cadre en aluminium moulé, un freinage à disques pétales, un nouveau tableau de bord ainsi qu’un nouveau silencieux.
De 2005 à 2011, la Z750 est la moto de plus de 125 cm3 la plus vendue en France[réf. nécessaire].
À partir de 2012, elle est remplacée par la Z800.

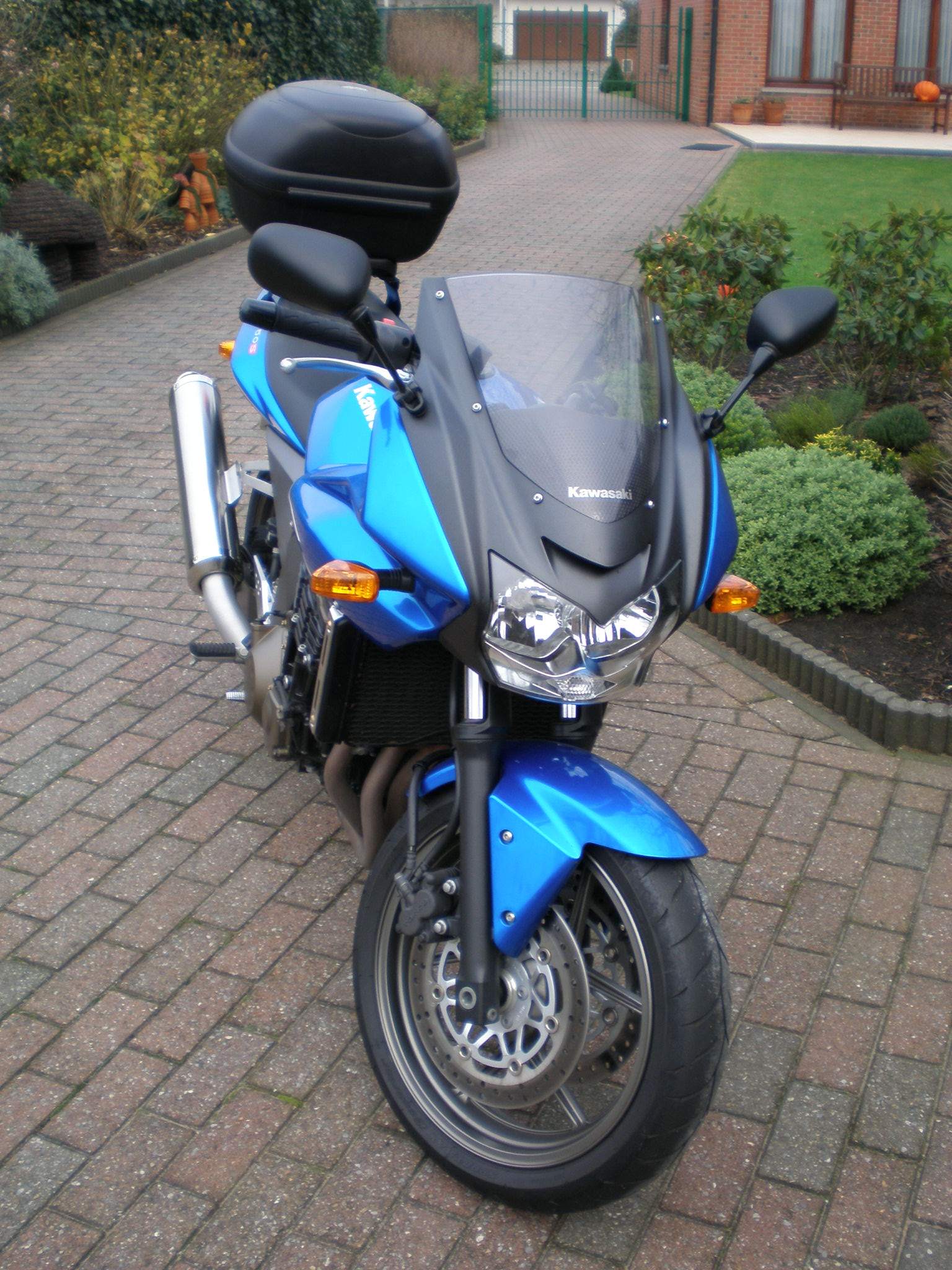
Z750S.
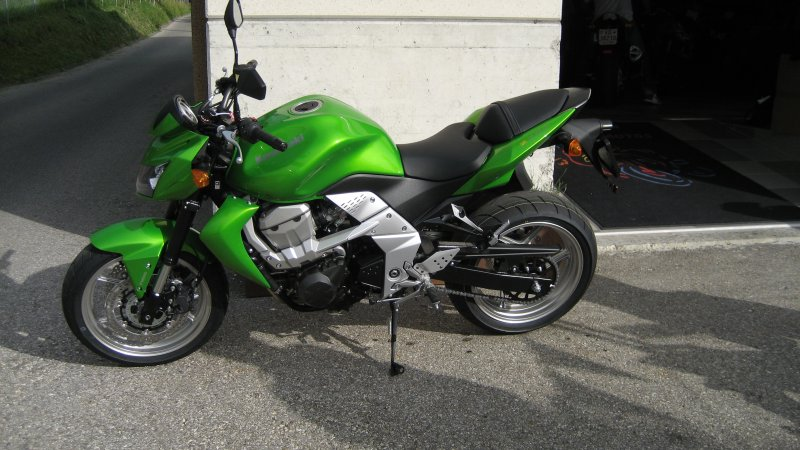
Z750 2007.